# Pseudione kensleyi
Pseudione kensleyi là một loài chân đều trong họ Bopyridae. Loài này được Williams & Schuerlein miêu tả khoa học năm 2005.